# 進藤一宏
進藤 一宏（しんどう かずひろ、1988年4月21日 - ）は、日本の俳優、声優、ジャグラー。

## 来歴・人物
東京都出身。日本芸術高等学園・日本芸術専門学校大森校卒業。小学生時代から劇団日本児童で主に映画の吹き替えやアニメのアテレコなどを中心に出演。
趣味で始めたボールジャグリングを極め、2005年にはジャグリングの世界大会にて優勝するなどジャグラーとして知られるようになっている。2003年頃から「カレー君」というハンドルネームが付けられていた。2007年から2009年頃まで筋肉ミュージカルでパフォーマーとして出演した。
2009年からは「ボンバングー」に芸名を変え、舞台や各種イベントで数々の役をこなしながら全国で活動している。

## 受賞歴
- 2004年 JJFジャグリング全国大会個人部門 3位
- 2005年 IJAジャグリング世界大会ジュニア部門 優勝（アジア人2人目の快挙）
- 2005年 WJF世界ジャグリング競技会ボール部門 準優勝（アジア人史上最高順位）
- 2006年 エクストリームジャグリング競技会4ボール部門 優勝
- 2006年 エクストリームジャグリング競技会6ボール部門 優勝
- 2008年 雑技世界大会雑技部門 銀賞（日本人史上最高順位）

## 出演
太字はメインキャラクター。

### テレビアニメ
- 真・女神転生Dチルドレン ライト&ダーク（ジン）
- MASTERキートン（少年C）
- メダロット（サラミ）
- 遊☆戯☆王デュエルモンスターズGX（銀流星）

### 劇場アニメ
- ホーホケキョとなりの山田くん（少年A）

### ゲーム
- ICO（イコ）
- ぼくのなつやすみシリーズ
  - ぼくのなつやすみ（ボク）
  - ぼくのなつやすみ2 海の冒険篇（洋）
  - ぼくのなつやすみポータブル ムシムシ博士とてっぺん山の秘密!!（ボク、アニキくん）
- ぼくらのかぞく（ジジ）
- なつもん! 20世紀の夏休み[1]

### 吹き替え

#### 映画
- アインシュタイン ボクの犬は天才!?（ジョーイ、シーア・レイブフ）
- カーラの結婚宣言（少年）
- がんばれ!ベアーズ（ジョーイ）
- キャスト・アウェイ（ニコライ）
- キャスパー TV版（キャスパー）
- グッバイ・モロッコ（ヒチャム）
- グランブルー TV版（少年ジャック）
- サンダーバード
- シックス・センス（ダレン）
- ジュマンジ TV版（ピーター・シェパード）
- ティガームービー プーさんの贈りもの（クリストファー・ロビン、トム・アッテンボロー）
- 2番目に幸せなこと（サム、マルコルム・スタンプ）
- パトリオット（ネイサン・マーチン、トレバー・モーガン）
- パパがママでママがパパ!?（クラーク）
- ハリー・ポッターと賢者の石（リー・ジョーダン）
- ハリー・ポッターと秘密の部屋（リー・ジョーダン）
- ピーター・パン（ピーター・パン、ジェレミー・サンプター）
- フランダースの犬（ネロ）
- ブレーキ・ダウン（ディーク）
- ペイ・フォワード 可能の王国（トレバー・マッキニー、ハーレイ・ジョエル・オスメント）
- ぼくの国、パパの国（アーネスト、ガリー・デイマー）
- ミラクルペティント（ペティント子供時代）
- もうひとりの僕（ウィル・トゥーイー、アンドリュー・ローレンス）
- リトル・ダンサー（ビリー・エリオット、ジェイミー・ベル）
- 若草物語（ナット）

#### テレビドラマ
- アニマル・レスキュー・キッズ（キム、ブランドン・ウォン）
- ER緊急救命室 シーズンⅩ #6（ザック）
- 騎馬警官（ウィリー、クリストファー・ベイバーズ）
- サンダーストーン 未来を救え!（チップ、ダニエル・ダペリス）
- シェルビーの事件ファイル（ゲイリー）
- 主任警部モース（ピーター）
- 先生はあきらめない 〜ロン・クラーク物語〜（テイショーン、ブランドン・マイケル・スミス）
- パパにはヒ・ミ・ツ（ロリー、マーティン・スパンジャーズ）
- パパにはヒ・ミ・ツ2（ロリー、マーティン・スパンジャーズ）
- 緑の丘のブルーノ（ブルーノ、ジェイミー・クロフト）
- 名犬ラッシー（ピーター）
- メントーズ（ネイサン）

#### アニメ
- アイアン・ジャイアント（ホーガース・ヒューズ〈イーライ・マリエンタール〉[2]）
- GUMBY Edit.A ほのぼの編（ガンビー）
- GUMBY Edit.B キテレツ編（ガンビー）
- GUMBY Edit.C ドタバタ編（ガンビー）
- くまのプーさん/みんなの森は歌でいっぱい（クリストファー・ロビン、トム・アッテンボロー）
- ティガームービー プーさんの贈り物（クリストファー・ロビン、トム・アッテンボロー）
- ヘイ・アーノルド!（ジェラルド）
- リセス 〜ぼくらの休み時間〜（ガス〈初代〉）
- ロケット・パワー（オットー）

### テレビドラマ
- ほんとにあった怖い話「白昼のベル」（学生服の少年）

### ラジオドラマ
- 垂直の記憶（翔太）
- 消えたドロテア（エミル）
- 永遠の日曜日（晴男）
- 二月の夜空に（和田翔）
- アルケミスト（少年）

### 音楽CD
- 素敵ロボロボ団（キングレコード）

### ドラマCD
- 1年777組（家臣次郎丸）

### ジャグリングに関するDVD
- ボールジャグリング テクニカルビデオ DVD版
- NEVER GIVE UP

### 舞台
- リアルジャグリング（こまばエミナース）
- 筋肉ミュージカル（渋谷マッスルシアターほか）
- サムライ・ロック・オーケストラ
- 『ギア-GEAR-』East Version！(千葉ポートシアター)